# Daenikera corallina
Daenikera corallina là một loài thực vật có hoa trong họ Santalaceae. Loài này được Hürl. & Stauffer mô tả khoa học đầu tiên năm 1957.